# Topleț
Topleț (en hongrois : Toplec) est une commune roumaine située dans le județ de Caraș-Severin.